# City, University of London
City, University of London, ist eine britische Universität im Londoner Stadtteil Islington in der Nähe der City of London. Weitere Universitätsgebäude finden sich in Holborn, Smithfield und Whitechapel.
2024 fusionierte die City, University of London mit der St George’s, University of London. Der neue Name lautet City St George’s, University of London.
Die Cass Business School galt 2013 als eine der besten 40 Business Schools weltweit und als die zweitbeste Business School in London. Zusammen mit Cardiff wurde die City 2001 als „Oxbridge des Journalismus“ bezeichnet. Im Jahr 2017 belegte die City, University of London Rang 18 im Vereinigten Königreich nach dem Times Higher Education „table to tables“-Ranking. Der Legal Practice Course  der City Law School wurde von der Solicitors Regulation Authority für seine hohe Qualität ausgezeichnet.
Die City, University of London ist Mitglied der Association of MBAs, von EQUIS, von Universities UK, der Association of Commonwealth Universities, des WC2 University Network, des Willis Research Network und des London Centre for Arts and Cultural Exchange.

## Geschichte
Die Universität reicht in ihren historischen Anfängen bis 1894 zurück, der Gründung des Northampton Institute. Charterabteilungen waren die des Maschinenbauwesens und des Metallhandels, der künstlerischen Fertigkeiten, der angewandten Physik und der Elektrotechnik, der Horologie, der Elektrochemie und der inländischen Wirtschaft und des Handels. Die Inns of Court School of Law, die mit der City University im Jahr 2001 fusionierte, wurde 1852 gegründet und ist damit der älteste Teil der Universität.

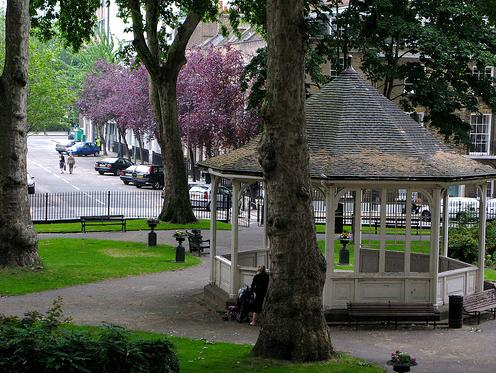
Northampton Square

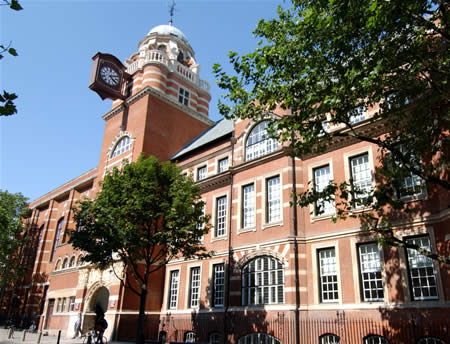
College Building

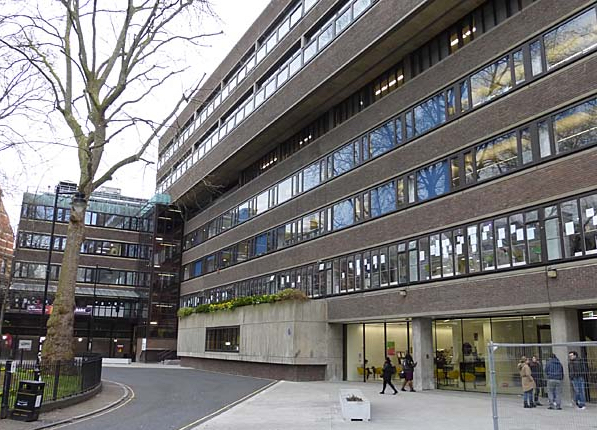
Universitätsgebäude am Northampton Square

Während den Olympischen Sommerspielen 1908 fanden auf dem Gelände des Northampton Institute die Wettkämpfe im Boxen statt.
1957 wurde der Name in „Northampton College of Advanced Technology“ geändert, da das Studienangebot um die technische und berufliche Ausbildung in Kursen der Mathematik und der Informatik erweitert wurde.
Im Jahre 1966 erhielt die Hochschule die königlichen Charter und wurde damit zur Universität. Im Oktober 1995 fusionierte die City University mit der St Bartholomew School of Nursing & Midwifery und dem Charterhouse College of Radiography.
Die City, University of London bietet Abschlüsse als Bachelor, Master und Promotionen an. Die Mission der City University ist „Exzellente Forschung und Bildung für die Arbeitswelt“.
Der Kanzler  (Rector) der Universität ist ex officio der Lord Mayor of London, der Bürgermeister der City of London. 2014 war Alan Yarrow Kanzler der Universität. Der Leiter der Universität, der die laufenden Amtsgeschäfte führt, ist seit 2010 Paul Curran.
Seit dem 1. September 2016 ist die City University ein College der University of London und heißt offiziell City, University of London.
Am 1. August 2024 hat die City, University of London mit der St George’s, University of London fusioniert und heißt nun City St George’s, University of London.

## Fakultäten
Die City University besitzt mit Stand 2020/2021 die folgenden Abteilungen (Fakultäten), school genannt:
- Jura (City Law School), zusammengeschlossen mit der Inns of Court School of Law
- Medizin (School of Health Sciences), zusammengeschlossen mit der St Bartholomew School of Nursing & Midwifery
- Künste und Gesellschaftswissenschaften (School of Arts and Social Sciences) mit dem City, University of London Journalism Department
- Mathematik, Informatik und Ingenieurswesen (School of Mathematics, Computer Science and Engineering)
- Wirtschaft: Sir John Cass Business School

## Zahlen zu den Studierenden
Von den 19.975 Studenten des Studienjahrens 2019/2020 waren 11.400 weiblich (57,1 %) und 8.570 männlich (42,9 %). 12.605 Studierende kamen aus England, 40 aus Schottland, 60 aus Wales, 40 aus Nordirland, 1.895 aus der EU und 5.320 aus dem Nicht-EU-Ausland. Damit kamen 7.215 Studenten (36,1 %) aus dem Ausland. 11.020 der Studierenden strebten 2019/2020 ihren ersten Studienabschluss an, sie waren also undergraduates. 8.955 arbeiteten auf einen weiteren Abschluss hin, sie waren postgraduates. Davon arbeiteten 415 in der Forschung.
2010 waren 21.727 Studenten eingeschrieben gewesen.

## Bekannte Absolventen
- Mahatma Gandhi (1869–1948), Menschenrechtler
- Ali Jinnah (1876–1948), Politiker in Britisch-Indien und Gründer des Staates Pakistan
- Margaret Thatcher (1925–2013), ehemalige Premierministerin des Vereinigten Königreichs
- Robin Milner (1934–2010), britischer Informatiker
- David Essex (* 1947), britischer Sänger und Schauspieler
- Tony Blair (* 1953), ehemaliger Premierminister des Vereinigten Königreichs
- Sharon Maguire (* 1960), britische Filmregisseurin
- Stelios Haji-Ioannou (* 1967), Gründer der Flugzeuggesellschaft easyjet
- Mohamed Abdelsalam Babiker, sudanesischer Rechtswissenschaftler, seit 2020 UN-Sonderberichterstatter für Eritrea